# Dictàfon

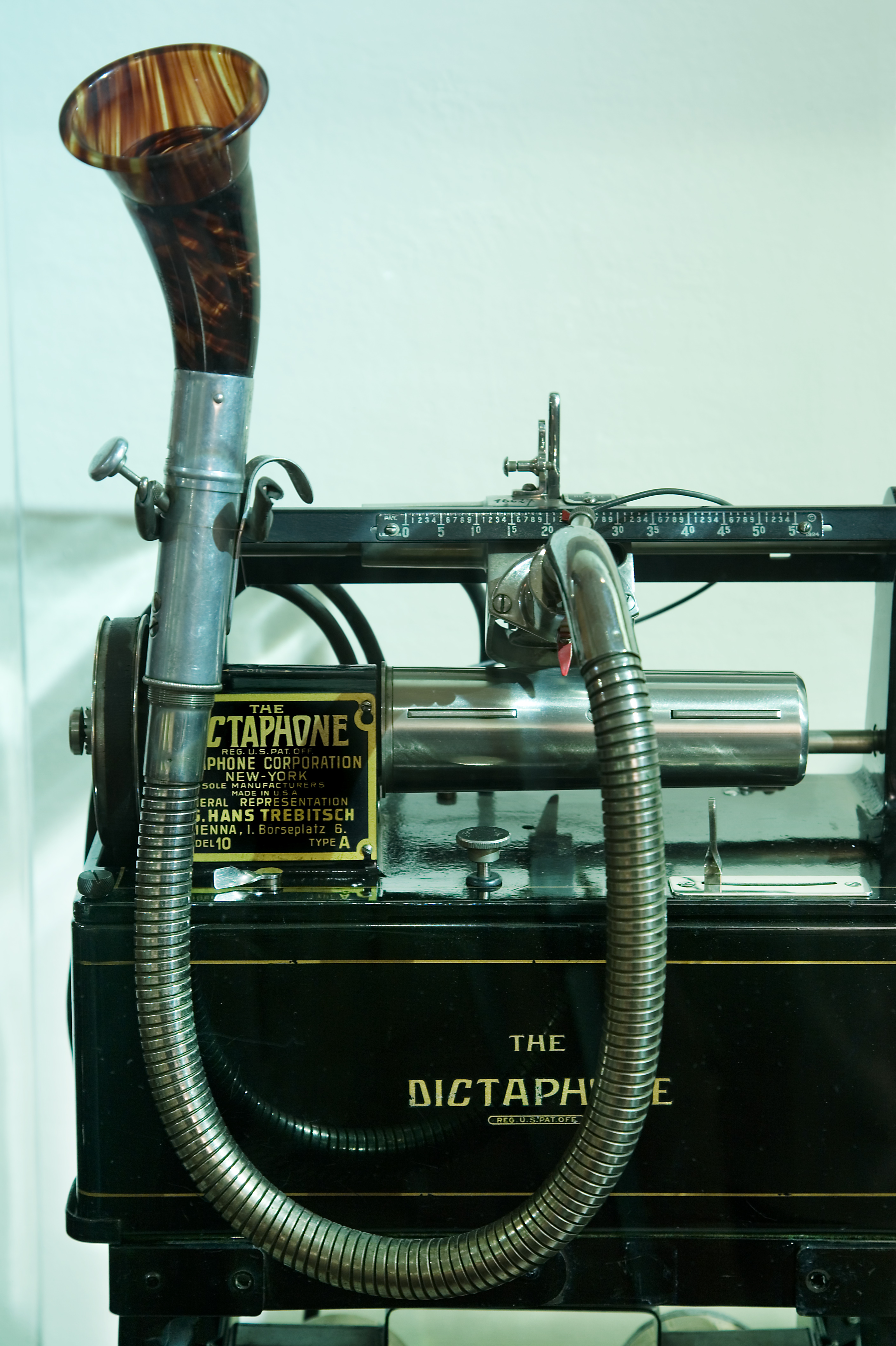
Dictaphone

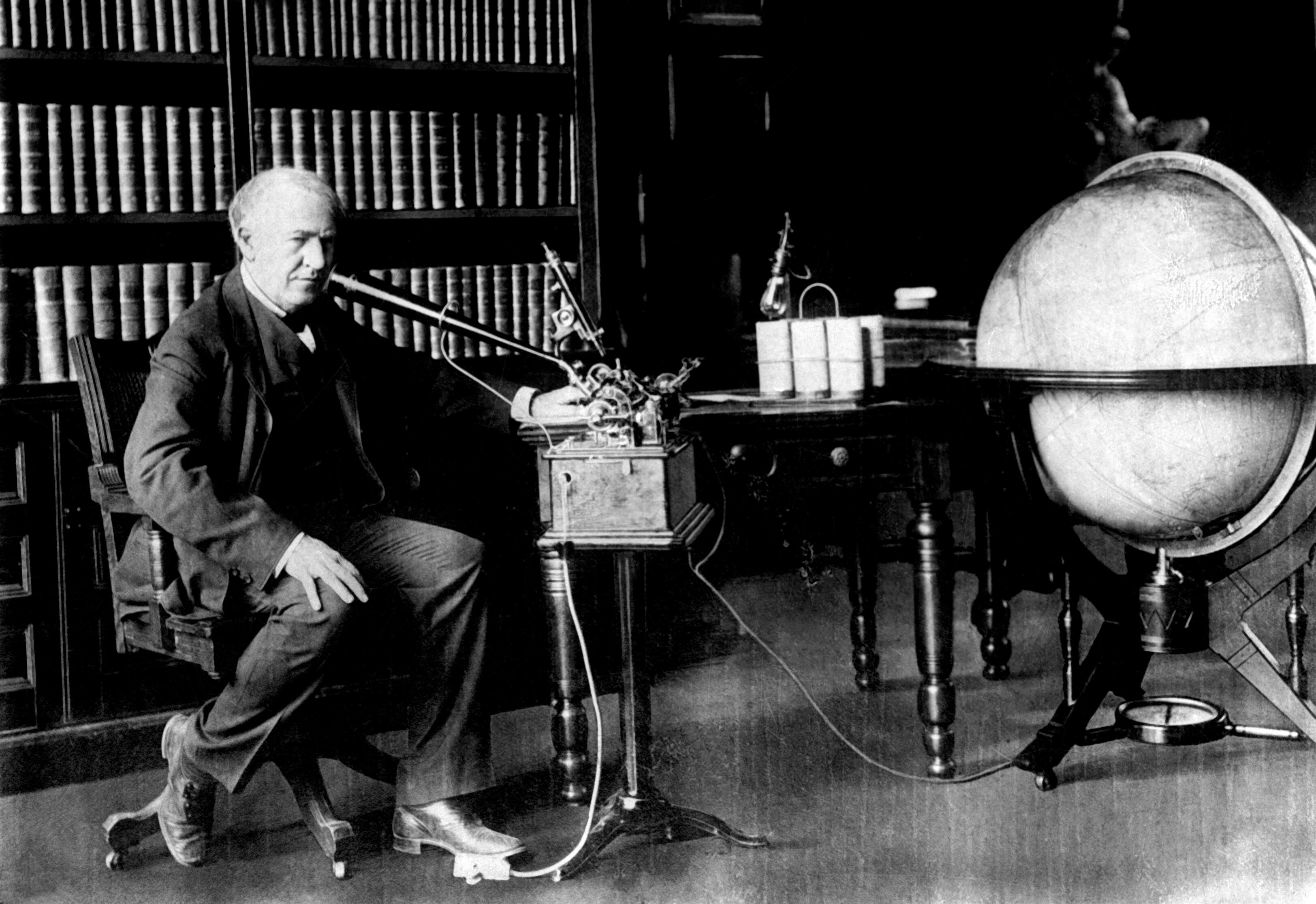
Thomas Edison dictant el 1907.

Un dictàfon és un dispositiu d'enregistrament de so usat comunament per gravar un discurs que més tard s'ha de reproduir o mecanografiar-se.
Originalment una marca registrada (Dictaphone) per la Columbia Graphophone Company el 1907 -que va obligar a Edison Records a comercialitzar la seva versió sota el nom Ediphone -, el nom es va convertir en el terme genèric per al·ludir a aquests dispositius, especialment a les versions històriques que usaven cilindres fonogràfics com a mitjà d'enregistrament, la qual cosa va ser comú des de finals del segle xix fins a la primera meitat del segle xx, quan els discs de vinil els van substituir.

## Història
Poc després d'inventar el 1877 el fonògraf, el primer dispositiu capaç de gravar so, Thomas Edison va pensar que el principal ús d'aquest nou invent seria gravar discursos en l'àmbit empresarial. (Donada la baixa fidelitat de les primeres versions del fonògraf, l'enregistrament de música no semblava una aplicació important.) Alguns dels primers fonògrafs van arribar a usar-se així, però no es van popularitzar fins a la producció en massa dels cilindres de cera reutilitzables a finals dels anys 1880. La diferenciació entre els dispositius de dictat per a oficines i altres fonògrafs (que solien comptar amb accessoris per realitzar els enregistraments personals) va ser gradual.
L'èxit d'aquests aparells en les primeres dècades del Segle xx va ser tal que el 1923 la Columbia Graphophone Company, principal fabricant d'aquests dispositius, va separar la seva divisió de dictàfons amb el nom Dictaphone sota la direcció de C. King Woodbridge, cunyat de George Albert Kimball.
Els micròfons elèctrics van reemplaçar els mètodes d'enregistrament estrictament acústics dels primers dictàfons a finals dels anys 1930. El 1947, Dictaphone va reemplaçar els cilindres de cera amb la seva tecnologia DictaBelt, que tallava un solc mecànic a una cinta de plàstic en lloc d'en la cera del cilindre. Més tard això va ser reemplaçat per l'enregistrament en cinta magnètica.